# Брянцев Олександр Олександрович
Брянцев Олександр Олександрович(рос. Брянцев Александр Александрович 14 квітня, 1881, Петербург — 30 вересня, 1961, Ленінград) — російський і радянський театральний режисер першої половини 20 ст. Починав як актор. Фундатор і керівник першого театра, орієнтованого на дитячу і юнацьку молодь.

## Ранні роки і освіта
Народився у Петербурзі. Мав просте походження. Закінчив гімназію і забажав стати моряком-офіцером. Але його не прийняли у Морський кадетський корпус, бо він не мав дворянського стану. Аби побувати моряком, ходив морем як простий матрос. Це не знімало проблеми отримання фаха.
Здібний юнак подав документи у Санкт-Петербурзький університет (історико-філологічний факультет), котрий вдало закінчив. Студентом створював статті і писав рецензії на вистави.

## Захоплення театром
Другим захопленням Брянцева після морської кар'єри був театр. Він продовжував цікавитися театральними проблемами, коли у північну столицю прибув на гастролі московський Художній театр. Відбулась зустріч молодого Брянцева і Немировича-Данченка. Оцінивши театральне захоплення Брянцева, Немирович-Данченко запросив того на режисерські курси.
Брянцев почав театральну кар'єру як актор, працював у Пересувному театрі П. П. Гайдебурова. Водночас почав працювати режисером-постановником, поставив близько шістдесяти вистав. В театрі Гайдебурова працював з 1904 до 1919 року. А з 1918 до 1924 року обіймав посаду професора Петроградського інституту позашкільної освіти і був викладачем у будинках для безпритульних дітей.

## Народження дитячо-юнацького театру (1922р.)

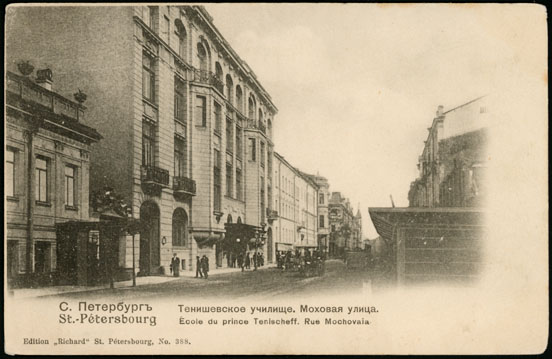
Споруда колишнього Тенішевського училища, де почав існування ТЮГ. Стара поштівка.

Видання про ТЮГ 1927 року до п'ятирічного ювілею.

Після більшовицького перевороту 1917 року в країні розпочалась громадянська війна, розруха на транспорті і в економіці. Типовим явищем у великих містах стали безпритульні і покинуті діти. Брянцев, сам православний, вихований у межах просвітництва і християнської етики і благодійності, не стояв осторонь проблеми дитячої безпритульності. Він почав працювати у дитячих прихистках. Надивившись на психологічно травмованих дітей, Брянцев і замислив створення театру для безпритульних дітей і юнацтва як таких. Це був його засіб виховання юних глядачів на здобутках театральної культури, засіб виховання емоцій і дорослості на позитивних прикладах.
Ідея була реалізована 23 лютого 1922 року з вистави за твором Єршова «Коник-горбунок». Базою для дитячого театру стане покинуте Тенішевське училище, де ще за часів царату для учнів створили навчальний театр з амфітеатром. Останній став особинкою нового театра і був перенесений як у нову споруду на Піонерській площі, так і породив особливу традицію спрощених театральних декорації.

## Друковані твори (російською)
- Брянцев А. А. Опрощение театральной декорации. П., 1917
- Брянцев А. А. Художник в театре для детей. Л., 1927
- Брянцев А. А. Пять лет // Театр юных зрителей. Л., 1927
- Брянцев А. А. Из записной книжки режиссёра // О «Коньке-горбунке». Л., 1937
- Брянцев А. А. Наша цель, наши искания // Театр для детей. М., 1955

## ТЮГ імені Брянцева

Арх. Олександр Жук. ТЮГ імені Брянцева, поземний план.

Дитячо-юнацький театр у Ленінграді отримав додаток до власної назви тільки у 1980 році, через двадцять (20) років по смерті свого фундатора.
Споруда має два театральні зали. Головний розрахований на 780 місць. Саме тут ідуть вистави, проводять гастролі інших театрів і проводять театральні фестивалі. Довгий час акторські етюди, «прогони» і малі експериментальні вистави проводии на орендованих театральних майданчиках. 1996 року відкрили другу сцену саме для пошукових робіт, котра розрахована на 50 осіб.